# Programa Nacional de Suplementação de Vitamina A

O programa nacional de suplementação de Vitamina A é uma ação do Ministério da Saúde brasileiro que surgiu da evidência de que as consequências da deficiência de vitamina A em crianças na chamada 1ª infância geram um considerado alto índice de mortalidade no Brasil, principalmente nas regiões Nordeste, Norte e em alguns locais da região Sudeste.

## História
O programa foi instituído por meio da Portaria nº 729, de 13 de maio de 2005 e define a Coordenação Geral de Alimentação e Nutrição, que o Programa Nacional de Suplementação de Vitamina A tem como objetivo reduzir e erradicar a deficiência nutricional de vitamina A em crianças de seis a cinquenta e nove meses de idade e mulheres no pós - parto imediato (antes da alta hospitalar), residentes em regiões consideradas de risco (inicialmente a região Nordeste, o Vale do Jequitinhonha em Minas Gerais, e o Vale do Ribeira em São Paulo).
Em 2012, com o lançamento da Ação Brasil Carinhoso, o programa foi expandido para todos os municípios da Região Norte, 585 municípios integrantes do Plano Brasil Sem Miséria das Regiões Centro-Oeste, Sul e Sudeste e todos os Distritos Sanitários Especiais Indígenas.

### A PNDS - 2006
A Pesquisa Nacional de Demografia e Saúde da Criança e da Mulher (PNDS-2006), traçou um perfil epidemiológico das crianças menores de 5 anos e da população feminina em idade fértil no Brasil e apontou que o problema se estende para todas as regiões brasileiras. Nessa pesquisa, foi observado que 17,4% das crianças e 12,3% das mulheres apresentavam níveis inadequados de vitamina A. Em crianças, as maiores prevalências foram encontradas no Sudeste (21,6%) e Nordeste (19%) do país.

### A hipovitaminose A
Essa deficiência apresenta significativa influência no quadro de morbimortalidade materno-infantil, estando comprovadamente ligado ao surgimento de manifestações oculares e ao comprometimento do sistema imunológico; suas consequências na população infantil implicam em um maior número de mortes por diarreias graves, sarampo e a pneumonia.

### Suplementação
A composição da megadose de vitamina A é: vitamina A na forma líquida, diluída em óleo de soja e acrescida de vitamina E, na dosagem de 100.000 UI e 200.000 UI. A megadose é acondicionada em frascos contendo cada um 50 cápsulas gelatinosas moles. As cápsulas apresentam cores diferentes, de acordo com a concentração de vitamina A. De acordo com a idade da criança, a megadose é de 100.000 UI ou 200.000 UI, mas sendo sempre administrada a cada 6 meses. A primeira dose é fornecida para crianças de 6 a 11 meses, já a segunda, para crianças de 12 a 59 meses de idade.

## Impactos da suplementação
Evidências acerca do impacto da suplementação com vitamina A em crianças de 6 a 59 meses de idade apontam uma redução do risco global de morte em 24%, de mortalidade por diarreia em 28% e de mortalidade por todas as causas, em crianças HIV positivo, em 45%, assim como reduz em 40% a mortalidade materna. Com isso, a OMS recomenda a administração de suplementos de vitamina A para prevenir a carência, a xeroftalmia e a cegueira de origem nutricional em crianças de 6 meses de idade até 5 anos. Segundo a OMS, a suplementação profilática de vitamina A deve fazer parte de um conjunto de estratégias para a melhoria da ingestão deste nutriente, portanto, associado à diversificação da dieta.

### Aleitamento materno e prevenção da hipovitaminose A
Durante a gestação, quando o feto utiliza as reservas de vitamina A da mãe e, após o parto, quando o recém nascido cresce rapidamente e deverá dispor de quantidades suficientes de vitamina no leite materno, frequentemente as mulheres apresentam sintomas de deficiência de vitamina A, tais como casos de cegueira noturna que persistem durante o período inicial do aleitamento. Embora durante a gestação o aumento das necessidades seja muito pequeno, em vários países onde a carência de vitamina A é endêmica, é provável que o leite materno das mães carentes não contenha vitamina A suficiente para garantir um aporte adequado para as crianças.
Então, puérperas no pós-parto necessitam dispor de quantidades suficientes de vitamina A no leite materno para atender às necessidades da criança amamentada, já que a melhor fonte de vitamina A para o lactente é o leite materno. Para isso, é preciso uma comoção no sentido de prevenir o estado carêncial de vitamina A, onde se deve incentivar o aleitamento materno (exclusivo até os 6 meses de idade); as mães devem ser orientadas para o maior consumo de vitamina A,  juntamente com a ação de suplementação do Programa.